# Fielding (Utah)
Fielding – miasto w Stanach Zjednoczonych, w stanie Utah, w hrabstwie Box Elder.